# Ferdinand Löwe (Dirigent)

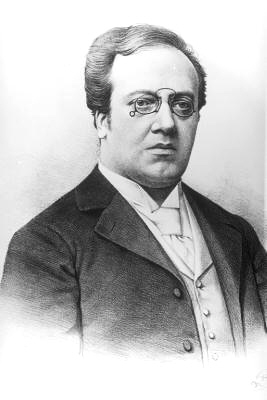
Ferdinand Löwe, ca. 1898

Ferdinand Löwe (* 19. Februar 1863 in Wien; † 6. Jänner 1925 ebenda) war ein österreichischer Dirigent.

## Leben
Löwe war von 1877 bis 1881 Schüler am Konservatorium der Musikfreunde Wien u. a. bei Anton Bruckner und unterrichtete dort als Lehrer für Klavier ab 1884 und für Chorgesang ab 1894 bis 96. Danach ging er für ein Jahr nach München, wo er das Kaimorchester neben Felix Weingartner leitete und u. a. Bruckners 5. Sinfonie zur dortigen 1. Aufführung brachte. 1898 wurde er zum Kapellmeister an der Wiener Hofoper ernannt. Im Jahr 1900 gründete er das Wiener Concertvereinsorchester (seit 1933 Wiener Symphoniker), dem er bis 1925 als Chefdirigent vorstand. Daneben leitete er von 1908 bis 1916 wieder das Kaim-Orchester (jetzt Konzertvereinsorchester in München) und war als Lehrer am Konservatorium der Gesellschaft der Musikfreunde in Wien beschäftigt, dirigierte 1905 bis 1919 die Arbeiterkonzerte und leitete von 1918 bis 1922 die Wiener Musikakademie.
Als Schüler Anton Bruckners erwarb er sich besondere Verdienste um die Aufführungen von dessen Symphonien, die er schon in den 80er Jahren in Bearbeitungen für zwei Klaviere mit Franz Schalk vornahm. Gemeinsam mit den Brüdern Franz und Joseph Schalk bearbeitete Löwe auch die Orchesterfassungen von Bruckners Werken, um sie dem Publikum der damaligen Zeit zugänglicher zu machen, ein damals weit verbreitetes und durchaus akzeptiertes Verfahren, um Aufführungen überhaupt zu ermöglichen. Dass dabei der Gehalt der Kompositionen etwas verändert wurde, nahm man in Kauf. Bruckner selbst bearbeitete bekanntlich mit unendlicher Mühe seine eigenen Werke. Erst einige Zeit später setzte sich das Bewusstsein für die Originalfassung eines Werkes durch und die Bearbeitungen von Löwe wurden kritisiert und sogar abgelehnt.
Löwe instrumentierte zum Beispiel Bruckners 9. Symphonie vollständig um und griff sogar in den Notentext ein. In dieser Fassung wurde das Werk von Löwe am 11. Februar 1903 uraufgeführt und im selben Jahr veröffentlicht. Erst 29 Jahre später, am 2. April 1932 fand unter Siegmund von Hausegger die erste Aufführung von Bruckners Originalfassung statt. Der Dirigent hatte Bruckners Komposition die Löwe-Fassung vorangestellt. Das Votum des Publikums und der Musikwissenschaft entschied eindeutig gegen die Bearbeitung. Nur sehr wenige Dirigenten, wie Hans Knappertsbusch, hielten noch an Löwes Version fest.

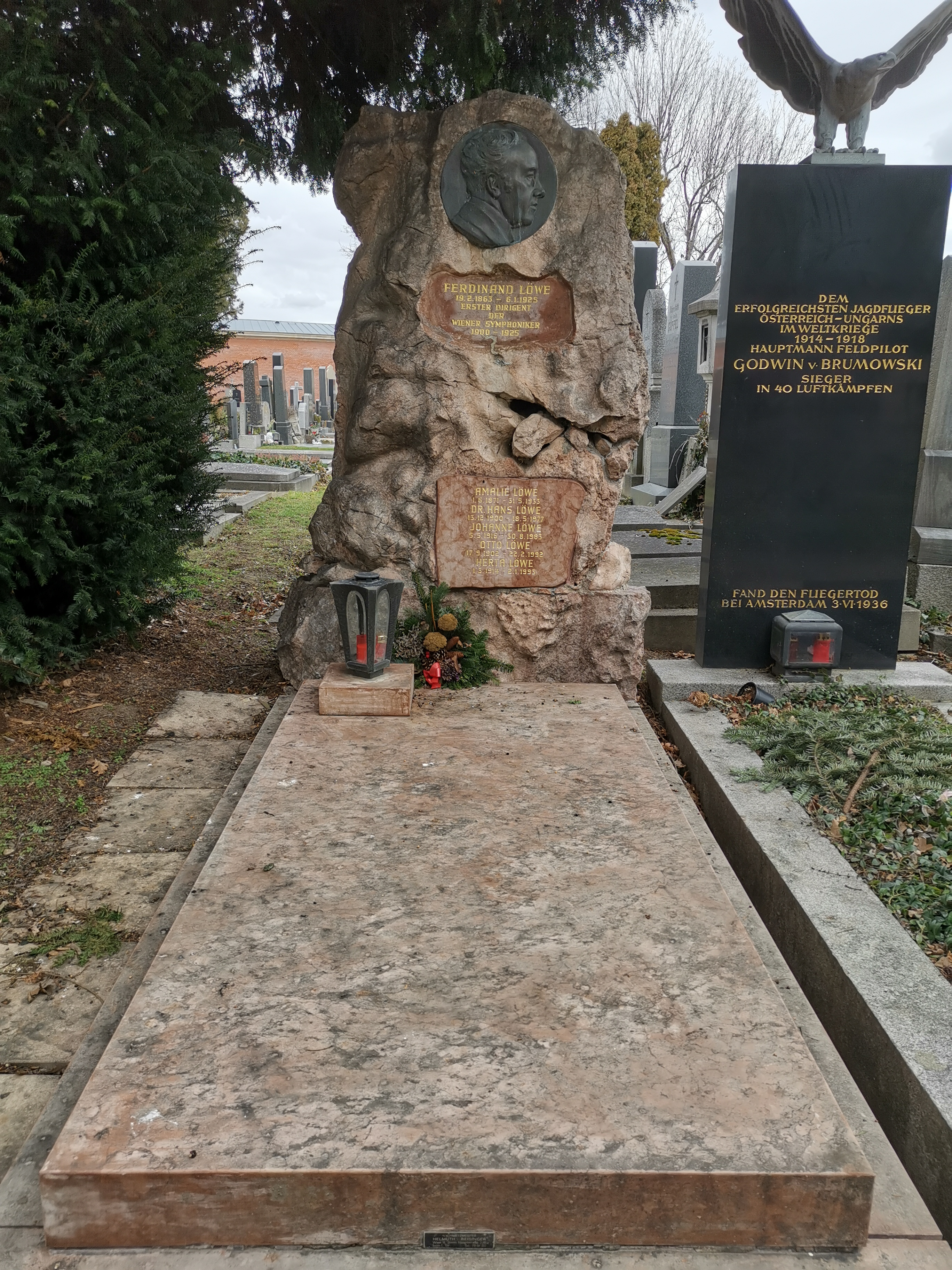
Grabstätte von Ferdinand Löwe

Löwes ehrenhalber gewidmete Grabstelle liegt auf dem Zentralfriedhof Wien (Gruppe 31B, Reihe 13, Nummer 9). Im Jahr 1936 wurde in Wien-Favoriten (10. Bezirk) die Ferdinand-Löwe-Straße nach ihm benannt.

## Belege
1. ↑  Am Grabstein steht als Geburtsjahr 1863. Da es Künstlern gestattet war, sich jünger zu machen, ist diese Angabe verlässlicher als die häufig anzutreffende Angabe „1865“

| Personendaten    | Personendaten             |
| ---------------- | ------------------------- |
| NAME             | Löwe, Ferdinand           |
| KURZBESCHREIBUNG | österreichischer Dirigent |
| GEBURTSDATUM     | 19. Februar 1863          |
| GEBURTSORT       | Wien                      |
| STERBEDATUM      | 6. Januar 1925            |
| STERBEORT        | Wien                      |